# Маргарета фон Хоенщауфен
Маргарета фон Хоенщауфен (на немски: Margaretha von Staufen, * края на 1237, † 8 август 1270) е сициланска принцеса от фамилията Хоенщауфен и чрез женитба ландграфиня в Тюрингия.
Тя е дъщеря на император Фридрих II (1194–1250) и третата му съпруга Изабела Английска (1214–1241), дъщеря на английския крал Джон Безземни от династията на Плантагенетите.
Маргарета се сгодява през 1242 г. и се омъжва през 1254 г. за ландграф Албрехт II (1240–1314) от род Ветини. Получава зестра Плайснерланд (Алтенбург, Цвикау и др.). Тя е неговата първа съпруга. Те живеят в замък Екартсбург в Екартсберга и след това във Вартбург.
Заради изневярата на Албрехт с Кунигунда фон Айзенберг на 24 юни 1270 г. Маргарета напуска Вартбург. Преди това тя охапва по бузата син си Фридрих; той веднага се нарича „Фридрих Охапания“. Синовете ѝ Фридрих и Дитрих отиват да живеят при чичо им маркграф Дитрих фон Ландсберг (1242–1285). Маргарета отива първо в замък Крайенбург, след това в манастир Кройцберг (в днешен Филипстал на Вера), след това във Фулда и накрая във Франкфурт, където като дъщеря на Фридрих II е приета сърдечно. Тя умира през началото на август 1270 г. на Щауферплац, Франкфурт.

## Деца
Маргарета и Албрехт II имат децата:
- Хайнрих (* 21 март 1256, † 25 януари/ 23 юли 1282), наследява Плайснерланд, изчезва в Силезия
- Фридрих I „Охапания“ (1257–1323), маркграф на Майсен и ландграф на Тюрингия
- Дитрих IV (1260–1307), маркграф на Лужица, ландграф на Тюрингия
- Маргарета (спомената в документ на 17 април 1273)
- Агнес (* пр. 1264, † сл. септември 1332), омъжена преди 1284 г. за херцог Хайнрих I фон Брауншвайг-Грубенхаген и е майка на по-късната византийска императрица Ирена Алемана